# David Shepherd (homme politique canadien)
David Shepherd (né en 1973 ou 1974) est un homme politique canadien, il est élu à l'Assemblée législative de l'Alberta lors de l'élection provinciale de 2015. 
Il représente la circonscription d'Edmonton-Centre en tant qu'un membre du Nouveau Parti démocratique de l'Alberta.

## Résultats Électoraux
|  | Parti                     | Candidat          | Voix  | %       | ± %      |
|  | ------------------------- | ----------------- | ----- | ------- | -------- |
|  | Néo-démocrate             | David Shepherd    | 8 980 | 54,41 % | +38,16 % |
|  | Libéral                   | Laurie Blakeman   | 4 198 | 25,44 % | -14,78 % |
|  | Progressiste-Conservateur | Catherine Keill   | 2 218 | 13,44 % | -17,43 % |
|  | Wildrose                  | Joe Byram         | 772   | 4,68 %  | -7,98 %  |
|  | Indépendant               | Greg Keating      | 295   | 1,79 %  |          |
|  | Indépendant               | Rory Joe Koopmans | 40    | 0,24 %  |          |